# 점토판

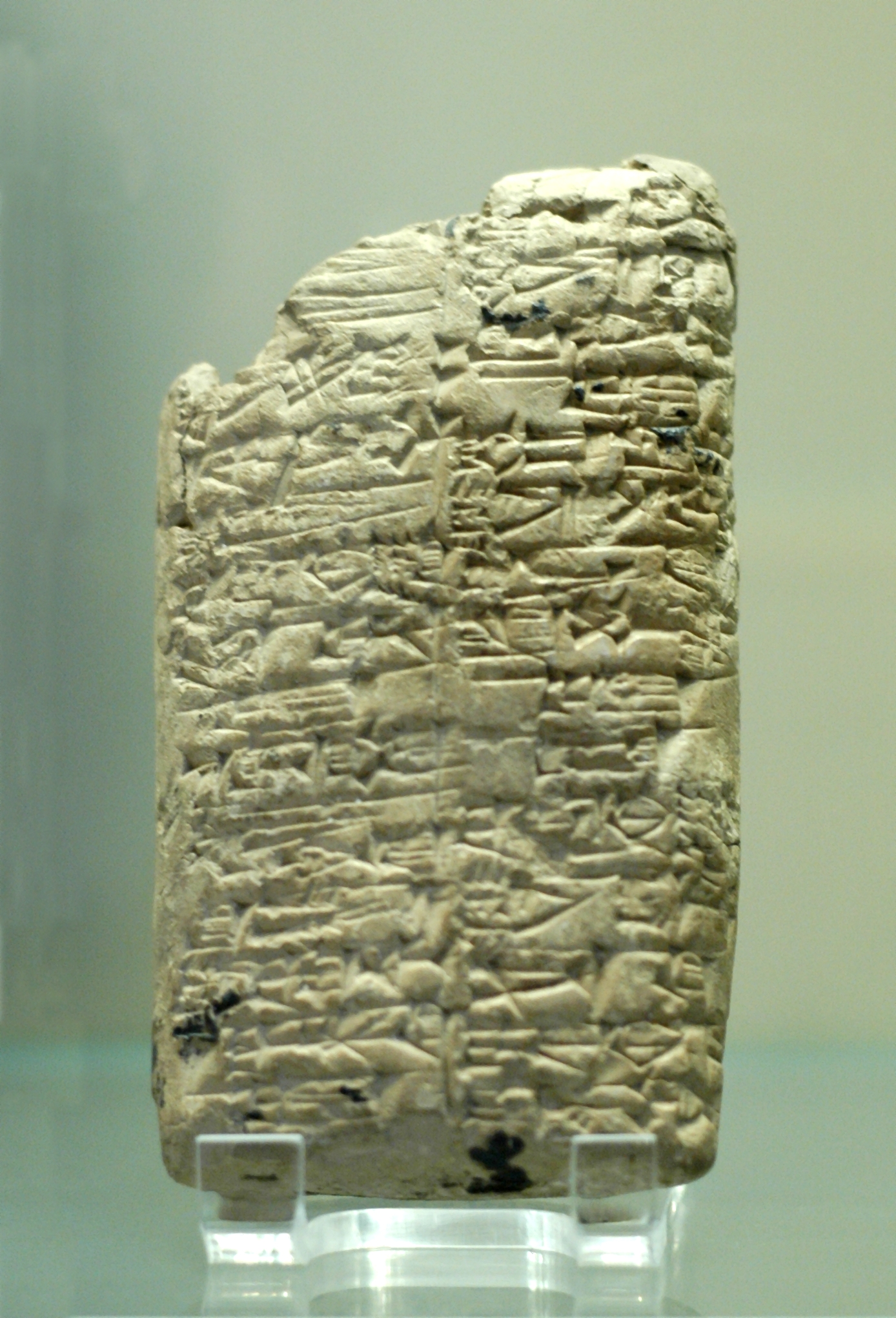

점토판(粘土板)은 고대 근동에서 청동기 시대에서 철기 시대를 통해 특히 쐐기 문자로 쓰기 위한 매개체로 사용되었다.
습한 점토에 갈대 펜으로 설형문자를 기록한 것이다. 보통 장방형이다. 점토판은 계약서·회계 문서·연대기(年代記)·왕명표(王名表)·법전·외교문서·종교문서·문학작품·사전류·천체 관측표·수표(數表) 등의 종류가 있다.

## 같이 보기
- 함무라비 법전